# Ismail Ähmäd
Ismail Ähmäd (ئىسمائىل ئەھمەد‎, čínsky pchin-jinem Sīmǎyì Àimǎití, znaky zjednodušené 司马义·艾买提; září 1935 – 16. října 2018) byl čínský politik ujgurské národnosti, státní poradce (1993–2003) a předseda Státní komise pro národnostní záležitosti (1986–1998). Působil také jako místopředseda stálého výboru Všečínského shromáždění lidových zástupců (2003–2008) a místopředseda celostátního výboru Čínského lidového politického poradního shromáždění (1988–1993) a předtím předseda vlády Ujgurské autonomní oblasti Sin-ťiang (1979–1985). V letech 1973–2007 byl členem ústředního výboru Komunistické strany Číny.

## Život
Ismail Ähmäd se narodil roku 1915 v okrese Čira na jihu Sin-ťiangu v chudé rodině ujgurského rolníka. V letech 1952–1954 se účastnil hnutí za pozemkovou reformu ve svém rodném městě a v roce 1953 vstoupil do Komunistické strany Číny. Působil ve správě Čiry, vedl okresní organizaci svazu mládeže, později se stal zástupcem tajemníka okresního výboru KS Číny a šéfem okresní administrativy. V roce 1960 byl vybrán ke studiu na ústřední stranické škole v Pekingu. Po návratu do Sin-ťiangu se v roce 1963 stal zástupcem vedoucího oddělení propagace výboru KS Číny v prefektuře Chotan, od roku 1966 zastupoval vedoucího oddělení kultury, vzdělání a politické práce sinťiangského oblastního výboru KS Číny.
Během kulturní revoluce byl roku 1969 vybrán mezi členy stálého výboru sinťiangského revolučního výboru (který spojoval funkce vlády i stranického vedení oblasti) a v letech 1971–1979 působil jako jeden z tajemníků a vedoucí organizačního oddělení obnoveného sinťiangského oblastního výboru KS Číny. V srpnu 1973 ho delegáti X. sjezdu KS Číny zvolili členem ústředního výboru (znovuzvolen na následujících sjezdech v letech 1977, 1982, 1987, 1992, 1997 a 2002, člen ústředního výboru byl tudíž do roku 2007). V srpnu 1979 se ve svých 44 letech stal předsedou vlády Ujgurské autonomní oblasti Sin-ťiang. Během svého šestiletého působení dohlížel na přechod Sin-ťiangu na tržní hospodářství v éře reforem a otevírání se Číny světu. Sinťiangskou vládu vedl do prosince 1985.
V lednu 1986 byl přeložen do celostátní vlády, když převzal úřad ministra-předsedy Státní komise pro národnostní záležitosti. Jako významný muslimský představitel KS Číny sloužil jako mluvčí čínské národnostní politiky a odsuzoval separatistická hnutí. V této funkci působil až do března 1998, současně od dubna 1988 do března 1993 vykonával funkci místopředsedy celostátního výboru Čínského lidového politického poradního shromáždění a v březnu 1993 – březnu 2003 působil i jako státní poradce (vládní funkce o stupeň níže než místopředseda vlády). Během jeho působení došlo v Sin-ťiangu k četným protičínským protestům, které vláda potlačila. Ähmäd podporoval oficiální politiku tvrdého zacházení se separatisty a zároveň podporoval hospodářský růst a stabilitu v menšinových oblastech.
Po odchodu z vlády v březnu 2003 v následujícím pětiletém funkčním období zastával funkci místopředsedy stálého výboru Všečínského shromáždění lidových zástupců (parlamentu) a jako jeden z nejvýše postavených ujgurských či muslimských politiků v historii Čínské lidové republiky často navštěvoval středoasijské země a setkával se s hostujícími hodnostáři z islámských zemí.
Zemřel v Pekingu 16. října 2018, v 83 letech.